# غويلرمو روسون
غويلرمو روسون هو طبيب وسياسي أرجنتيني، ولد في 24 يونيو 1821 في سان خوان في الأرجنتين، وتوفي في 20 يناير 1890 في باريس في فرنسا. انتخب عضو مجلس الشيوخ الأرجنتيني ‏ عن دائرة سان خوان (6 يونيو 1874 – 30 أبريل 1877) وانتخب عضو مجلس الشيوخ الأرجنتيني ‏ عن دائرة سان خوان (26 مايو 1862 – 13 أكتوبر 1862).

## وصلات خارجية
- غويلرمو روسون على موقع الموسوعة البريطانية (الإنجليزية)